# Matrimonio in famiglia
Matrimonio in famiglia (Our Family Wedding) è un film del 2010 diretto da Rick Famuyiwa. Oltre ai protagonisti America Ferrera e Lance Gross, nel cast sono presenti anche Forest Whitaker, Carlos Mencia e Regina King.

## Trama
Lucia, una ragazza messicana, e Marcus, un ragazzo afroamericano, sono una coppia di fidanzati che stanno insieme sin dai tempi del college. Ora hanno deciso di sposarsi, e lo comunicano ai loro rispettivi genitori. Le due famiglie però, causa le differenze di ceto sociale, di provenienza etnica e di scelte di vita dei due nuclei familiari, faticano ad andare d'accordo. Inoltre, tra i loro padri vige una forte diffidenza e reciproca rivalità in quanto avevano già avuto un modo di conoscersi e scontrarsi prima che i loro figli annunciassero di aver pianificato le nozze.

## Produzione
La produzione del film iniziò nel secondo trimestre del 2009. Nel mese di maggio si è svolta la fase di casting: America Ferrera, Forest Whitaker e Carlos Mencia furono i primi attori ad unirsi al cast. Un mese dopo iniziarono le riprese, svolte prevalentemente a Los Angeles, in California.

## Distribuzione
La 20th Century Fox ha distribuito il film nelle sale americane dal 12 marzo 2010. In Italia il film è uscito il 23 luglio 2010.

## Accoglienza

### Incassi
Negli Stati Uniti il film ha incassato 7.629.862 dollari nel week-end d'apertura. In totale ha incassato oltre 20 milioni di dollari.

### Critica
La pellicola ha ricevuto critiche molto negative. Roger Ebert sul Chicago Sun-Times lo ha paragonato ad una mediocre sit-com, con una trama sviluppata in modo semplicistico senza affrontare i reali problemi che potrebbero sorgere dalla diversità di culture. Anche il Los Angeles Times ha messo in luce come il film abbia fallito nell'affrontare le questioni razziali. Il quotidiano inoltre, ha bocciato nettamente l'interpretazione di America Ferrera.